# Leavenworthia texana
Leavenworthia texana är en korsblommig växtart som beskrevs av Mahler. Leavenworthia texana ingår i släktet Leavenworthia och familjen korsblommiga växter. Inga underarter finns listade i Catalogue of Life.